# Acacia maranoensis
Acacia maranoensis är en ärtväxtart som beskrevs av Leslie Pedley. Acacia maranoensis ingår i släktet akacior, och familjen ärtväxter. Inga underarter finns listade i Catalogue of Life.